# NGC 2366
NGC 2366 est une galaxie naine irrégulière barrée de type magellanique. Elle est située dans la constellation de la Girafe. NGC 2366  a été découverte par l'astronome germano-britannique William Herschel en 1788. 

## Caractéristiques
En raison d'une brillance de surface égale à 14,56 mag/am2, on peut qualifier NGC 2366 de galaxie à faible brillance de surface (LSB en anglais pour low surface brightness). Les galaxies LSB sont des galaxies diffuses (D) avec une brillance de surface inférieure de moins d'une magnitude à celle du ciel nocturne ambiant

### Distance de NGC 2366
La distance calculée en utilisant le décalage vers rouge pour cette galaxie donne un résultat faux, parce que la loi de Hubble-Lemaître ne peut s'appliquer qu'à des galaxies lointaines. Mais, 29 mesures non basées sur le décalage vers le rouge (redshift) donnent une distance de 3,190 ± 0,907 Mpc (∼10,4 millions d'al).

### Émission de radiation ultraviolette
NGC 2366 est une galaxie dont le noyau brille dans le domaine de l'ultraviolet. Elle est inscrite dans le catalogue de Markarian sous la cote Mrk 71 (MK 71).

## Identification erronée
En fait, la nébuleuse observée par Herschel est la région brillante de formation d'étoiles située près de l'extrémité australe de NGC 2366. Plusieurs identifient à tort cette région comme étant NGC 2363, par exemple dans le texte écrit sur le site du télescope spatial Hubble qui accompagne la photographie de NGC 2366 ou encore dans celui de la photographie la région HII de formation d'étoiles dont le nom est Mrk 71.

## L'amas ouvert Mrk 71

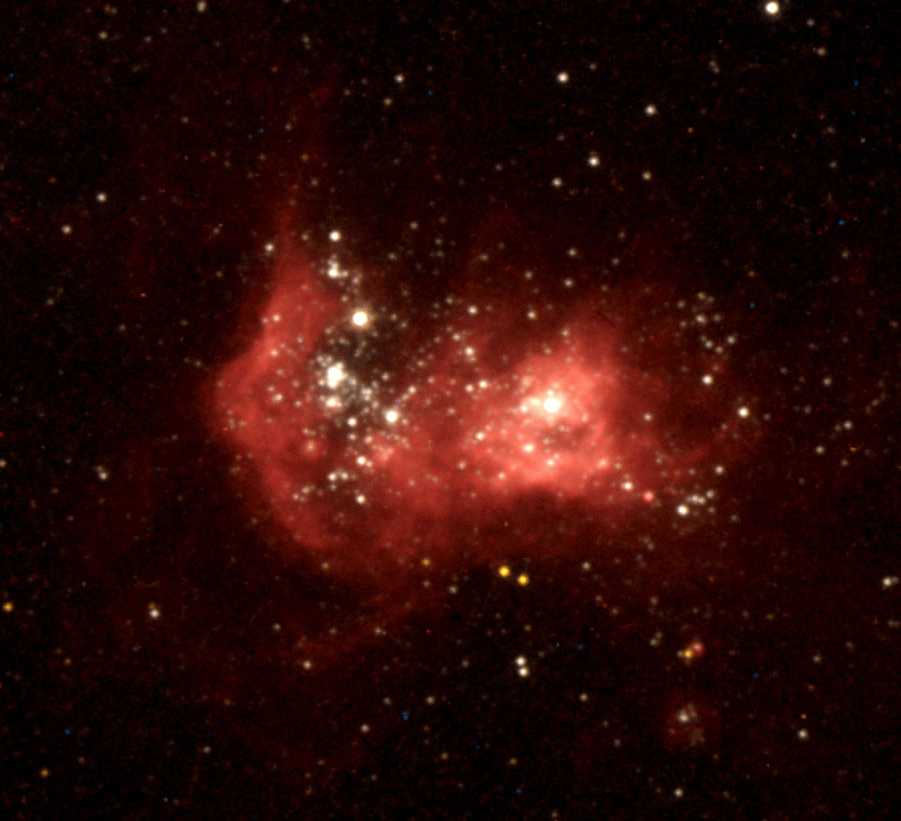
La région Mrk 71 à l'intérieur de NGC 2366. Cette formation n'est pas NGC 2363. L'étoile la plus brillante sur cette image est d'un type très rare.

NGC / Mrk71 abrite de nombreuses étoiles bleues, jeunes et gigantesques , qui, dans les régions riches en gaz riches en étoiles, émettent un rayonnement ultraviolet qui excite l'hydrogène et le fait briller. À une distance d'environ 10 millions d'années-lumière, il est assez proche pour que les astronomes puissent discerner ses étoiles individuelles. L'étoile la plus brillante sur l'image de Mrk 71 prise par le télescope spatial Hubble est d'un type très rare. Il s'agit d'une étoile hypergéante variable lumineuse bleue. Cette étoile très massive, d'environ 30 à 60 {\displaystyle M_{\odot }} est très instable et elle connait des phases éruptives importantes.
Au sein de Mrk 71, il existe deux grappes d'étoiles massives : Mrk 71 nœud A et Mrk 71 nœud B.

### Le nœud A
La masse du nœud A est d'environ 1,3 à 1,4 × 105 {\displaystyle M_{\odot }}. Une étude du nœud lui confère un très jeune âge, moins de un million d'années.
On trouve dans le nœud A des étoiles hypergéantes de type O dont la masse pourrait être comprise entre 150 et 300 {\displaystyle M_{\odot }}. La longévité de ce type d'étoile ne dépasse pas 3 millions d'années et on croit qu'elles sont à l'origine de mesures indiquant des températures stellaires extrêmes. 

### Le nœud B
La masse du nœud B est inférieure à 1,5 × 105 {\displaystyle M_{\odot }}. Les observations réalisées dans le domaine de l'ultraviolet montrent que ce nœud renferme environ 800 étoiles de type B et 40 de type O. Le nœud pourrait aussi contenir jusqu'à 8 étoiles Wolf-Rayet, ce qui confère à cette région un âge compris entre 3 et 5 millions d'années,.
On a aussi observé une superbulle dans ce nœud dont les caractéristiques sont cohérentes avec la présence d'un superamas stellaire.

## Groupe de M81
NGC 2366 fait partie du groupe de M81. Ce groupe compte près d'une quarantaine de galaxies connues dont les plus importantes sont M81 (NGC 3031), M82 (NGC 3034), NGC 2403, NGC 2976, NGC 4236  et IC 2574. Les distances de ces galaxies ne peuvent être calculées en utilisant le décalage vers le rouge, car elles sont trop rapprochées de la Voie lactée.

## Galerie

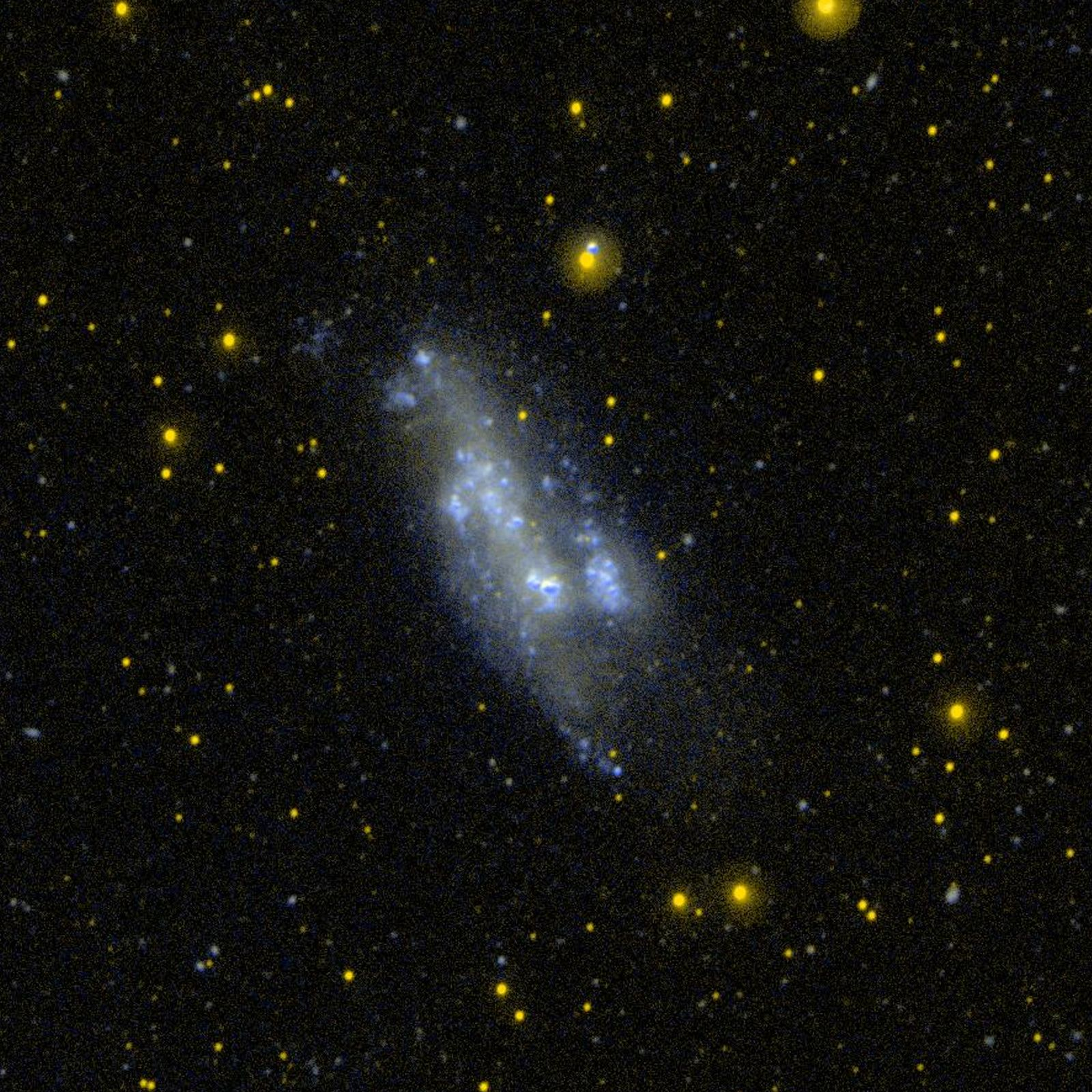
NGC 2366 en ultraviolet par GALEX.
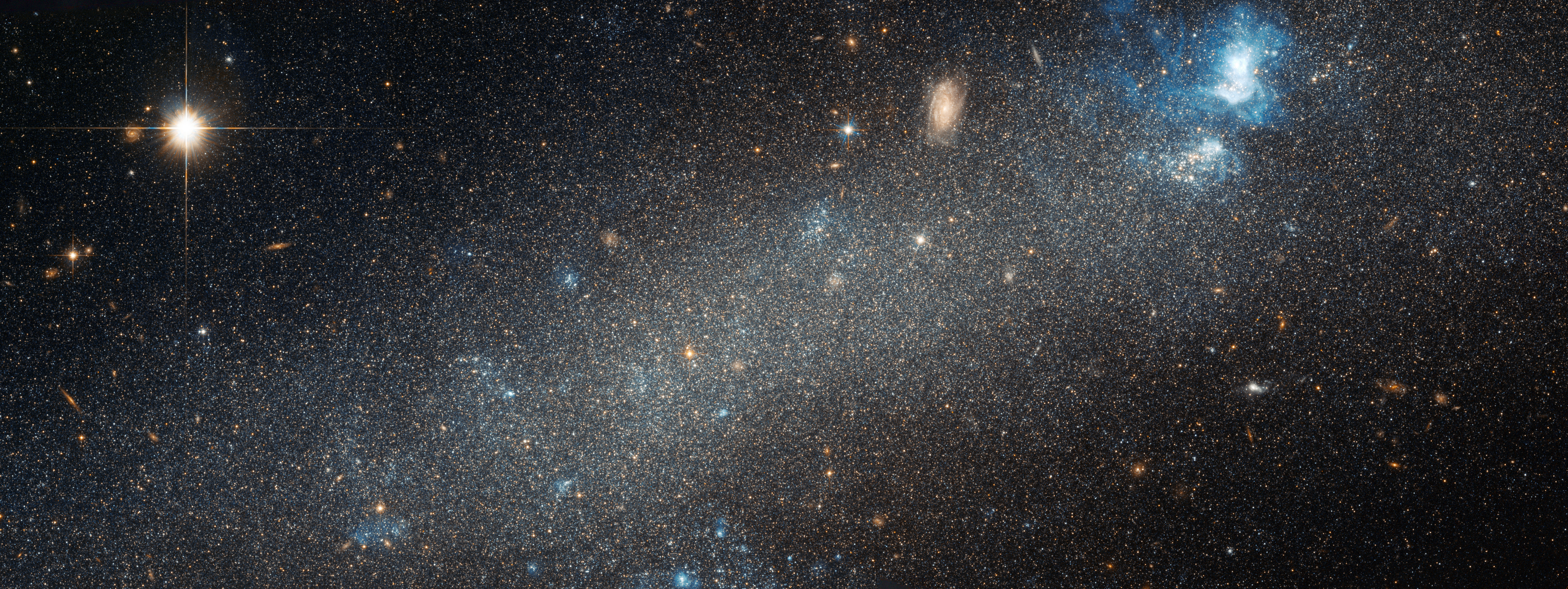
ngc 2366 par le télescope spatial Hubble.